# Pejman Montazeri
Pejman Montazeri (persan : پژمان منتظری), né le 6 septembre 1983 à Ahvaz, est un footballeur international iranien. Évoluant au poste de défenseur central, il joue actuellement avec l'Esteghlal Téhéran.

## Palmarès
- Avec le Foolad Ahvaz
  - Champion d'Iran en 2005

- Avec l'Esteghlal Téhéran
  - Champion d'Iran en 2009 et 2013
  - Vainqueur de la Coupe d'Iran en 2008, 2012 et 2018

## Statistiques

### Carrière
Le tableau ci-dessous récapitule les statistiques en match officiel de Pejman Montazeri :
| Saison                | Club                  | Championnat           | Championnat | Championnat | Coupe(s) nationale(s) | Coupe(s) nationale(s) | Compétition(s) continentale(s) | Compétition(s) continentale(s) | Compétition(s) continentale(s) | Total | Total |
| Saison                | Club                  | Division              | M.          | B.          | M.                    | B.                    | Comp.                          | M.                             | B.                             | M.    | B.    |
| 2004-2005             | Foolad Ahvaz          | 1                     | 29          | 2           | -                     | -                     | -                              | -                              | -                              | 29    | 2     |
| 2005-2006             | Foolad Ahvaz          | 1                     | 28          | 1           | -                     | -                     | -                              | -                              | -                              | 28    | 1     |
| 2006-2007             | Foolad Ahvaz          | 1                     | 24          | 2           | -                     | -                     | -                              | -                              | -                              | 24    | 2     |
| 2007-2008             | Esteghlal Téhéran     | 1                     | 31          | 2           | 2                     | 0                     | -                              | -                              | -                              | 33    | 2     |
| 2008-2009             | Esteghlal Téhéran     | 1                     | 28          | 0           | -                     | -                     | AFC                            | 4                              | 0                              | 32    | 0     |
| 2009-2010             | Esteghlal Téhéran     | 1                     | 32          | 2           | -                     | -                     | AFC                            | 7                              | 1                              | 39    | 3     |
| 2010-2011             | Esteghlal Téhéran     | 1                     | 32          | 2           | -                     | -                     | AFC                            | 6                              | 0                              | 38    | 2     |
| 2011-2012             | Esteghlal Téhéran     | 1                     | 28          | 2           | 1                     | 0                     | AFC                            | 9                              | 0                              | 38    | 2     |
| 2012-2013             | Esteghlal Téhéran     | 1                     | 29          | 1           | -                     | -                     | AFC                            | 12                             | 1                              | 41    | 2     |
| 2013-2014             | Esteghlal Téhéran     | 1                     | 19          | 1           | -                     | -                     | -                              | -                              | -                              | 19    | 1     |
| 2013-2014             | Umm Salal SC          | 1                     | 13          | 0           | -                     | -                     | -                              | -                              | -                              | 13    | 0     |
| Total sur la carrière | Total sur la carrière | Total sur la carrière | 293         | 15          | 3                     | 0                     | -                              | 38                             | 2                              | 334   | 17    |

### Buts en sélection
| No | Date           | Lieu                       | Adversaire | Résultat | Compétition  |
| -- | -------------- | -------------------------- | ---------- | -------- | ------------ |
| 1  | 5 octobre 2011 | Stade Azadi, Téhéran, Iran | Palestine  | 7-0      | Match amical |